# Palais des sports Léopold-Drolet
Pour les articles homonymes, voir Palais des sports.
Le palais des sports Léopold-Drolet (pouvant être abrégé en Palais des Sports) est un centre sportif sherbrookois qui a accueilli du hockey de la Ligue de hockey junior Maritimes Québec, de la Ligue américaine de hockey et de la ligue nord-américaine de hockey. On y a vu défiler entre autres Patrick Roy alors qu'il évoluait avec les Canadiens de Sherbrooke (club-école des Canadiens de Montréal). 
De nos jours, le Palais des Sports accueille l'Extrême junior de la Ligue de Crosse junior du Québec (LCJQ). De 2003 à 2011, il a été utilisé par le Saint-François de Sherbrooke de la Ligue Nord-Américaine de Hockey. Les faibles assistances et l'arrivée d'un club de hockey de la LHJMQ pour la saison 2012-2013 ont forcé les dirigeants à se tourner vers la vente de l'équipe à un groupe de Windsor où le club jouera sa prochaine saison 2011-2012 dans un aréna de 1 200 sièges, plus adapté aux standards de la ligue.
Le palais des sports Léopold-Drolet a subi d'importants changements en mars 2012 à la suite de la venue d'une nouvelle équipe de la Ligue de hockey junior majeur du Québec pour la saison 2012-2013. Le principal changement apporté sera l'ajout de loges corporatives et d'un tableau d'affichage central.

## Événements importants

### Sportifs
- 1992 : gala de boxe avec Stéphane Ouellet et Éric Lucas[3]
- 1995 : Coupe Telus (en)
- 8 novembre 2004 : match hockey féminin Canada-Finlande[4]
- août 2006 : 1er Championnat du monde de handball de la jeunesse féminine[5]
- novembre 2006 : Gala de boxe avec Sébastien Demers et Ian MacKillop, ainsi que Walid Smichet et Renan Saint-Juste[6].
- 3 avril 2008 : Harlem Globetrotters[7]
- 2011 : Fin de l'occupation du hockey semi-professionnel
- 2012 : Début pour la nouvelle équipe de la LHJMQ

### Culturels
- 1er janvier 1997 : Backstreet Boys[8]
- 9 février 2001 : Bryan Adams[9]
- 31 août 2006 : Simple Plan[10]